# Fight Night Champion
A Fight Night Champion az Electronic Arts Fight Night sorozatának 5. része, melyet 2010-ben jelentettek be. A sorozat a "Round 5" névvel ellentétben a Champion nevet kapta. A Fight Night Champion 2011. március 1-jén és március 4-én jelent meg Xbox 360 és Playstation 3 konzolokra, illetve iOS-ra. Ez a sport műfajú játék a Fight Night Round 4 folytatása. A Fight Night sorozatokat az EA Canada fejlesztette.

## Játékmenet
A Champion részben több mint 50 ökölvívó található, melyek különböző nagyságú ütőerőt képviselnek (mind fejre, mind testre), és ezek alapján összértékeléseket kaptak. Több mint 15 helyszín van a sorozat 5. részében (köztük a leghíresebb, Las Vegas-i  MGM Grand Arena). Ezenkívül 5 nehézségi szint (beginner, amateur, intermediate, professional és a greatest of all time), emellett 7 súlycsoport található. Legfeljebb 15 menet játszható a játékban. Meccsek közben az ökölvívók alatt leolvasható a fáradékonysága, illetve az egészségi állapota. Minél fáradtabb egy játékos, annál könnyebb kiütni. A játék kizárólag két fő helyszínen játszódik: vagy a ringben vagy az edzőteremben. Pontozóbírók is vannak a játékban: ők azok, akik vagy győztesként vagy vesztesként hozzák ki a játékost, emellett a szurkolók is helyett kaptak. A mérkőzés állását a 4. illetve a 8. menetben lehet megnézni, nyerni pontozással vagy kiütéssel lehet. Gombos irányítás vagy a Full Spectrum Punch Control közül lehet választani. Utóbbit úgy kell értelmezni, hogy az adott analóg kart kell valamelyik irányba rántani, így különböző bal-jobb egyeneseket, horgokat, ütéseket lehet mérni az ellenfélre. Kommentátort is kapott a Fight Night Champion Joe Tessitore személyében.
Az FNC-ben ötféle játékmód található : a Fight Now-ot, a Champions Mode-ot, a Legacy Mode-ot, a Training Games-t és a Többjátékos módot.

## Egyjátékos mód
Ebben a módban 5-ből 4 játékmód közül választhatunk. Vagy gép ellen, vagy (ha több kontroller van a közelben) egyszerre legfeljebb ketten lehet egy konzolon játszani.

### Fight Now
Barátságos meccsek játszhatóak a karakterekkel. Ha saját bokszolót készít a játékos, akkor az is elérhető itt.

### Champions Mode
A Fight Night sorozat legújabb játékmódja, mely egy rövid történetet mesél el.
|  | Alább a cselekmény részletei következnek! |

A történet főszereplője Andre Bishop profi bokszoló, aki börtönben van. Szerény fiatalember, aki a börtönben is azzal foglalkozik, amihez ért: az ökölvíváshoz. Gus Carisi lesz a trénere, aki szintén börtönben ült. Ő fogja végigkísérni, egészen a csúcsig. Andre testvére Raymund Bishop, akivel megromlott a viszonya, miután börtönbe került. A játék a 4 évvel korábbi bokszmeccsekre is bepillantást enged. A játékmódban a korrupció is szerepet játszik és ahhoz, hogy a játékos megszerezze az övet, a nála jóval erősebb, magasabb és izmosabb Isaac Frost-ot kell legyőznie.
|  | Itt a vége a cselekmény részletezésének! |

### Legacy Mode
Itt a játékos vagy saját karaktert készít vagy 50 ökölvívó közül választ. Több márka is helyet kapott a játékban, amelyek felhasználhatóak bokszkesztyűre, nadrágra, esetleg cipőre (például: a Nike, az Adidas vagy az Everlast). Az elején egy amatőr mérkőzést kell vívni, ahol minél több ütést kell produkálni. A karaktert folyamatosan fejleszteni kell, edzeni, hogy minél erősebb legyen. A lejátszott mérkőzés után tapasztalati pontokat kap, melyeket ráfordíthatóak a játékos fejlesztésére. Az adott súlycsoport övét meg kell szerezni. Minden megszerzett öv után, súlycsoportot kell váltani.

### Training Games
Lehetőség van ringen kívül, edzőteremben gyakorolni. Itt egymenetes mérkőzéseket lehet vívni, különféle védőfelszerelésekkel (például fejvédő).

## Többjátékos mód
Az Electronic Arts megadta a lehetőséget, hogy a játékosok megmérkőzzenek egymással. Választható a(z online) Fight Now, a(z Online) World Championship, Prize Fight és az edzőtermes gyakorlás (Online GYM).

### Online Fight Now
Barátságos meccsek játszhatóak le online, azaz interneten keresztül egy másik ellenféllel. Automata beállítás alkalmazásával, egy 10 menetes nehézsúlyú bokszmérkőzésen lehet részt venni.

### Online World Championship
A Legacy Mode online megfelelője. Egy új ökölvívót lehet készíteni, melyet különböző játékosok karaktereivel lehet összemérni. Itt található meg a ranglista, mely az első 100 legjobb játékost tartalmazza. Ha a játékosnak több veresége van mint győzelme, akkor nem kap rangot, illetve a ranglistában sem fog szerepelni.

### Prize Fight
Itt akár egy bajnoki övért is meg lehet mérkőzni. Az a feltétele, hogy a játékos tapasztalt legyen és több győzelemmel rendelkezzen.

### Online GYM
Itt egy játékos által készített egyesülethez lehet csatlakozni, leginkább kezdőknek javasolt.

## Zenék
- Tinie Tempah – Intro
- Aloe Blacc – I Need A Dollar
- Atmosphere – The Loser Wins
- Black Milk- Round Of Applause
- Chiddy Bang – Old Ways
- Lyrics Born – I’m The Best
- Murs, 9th Wonder – The Problem Is
- N.E.R.D – I Wanna Jam
- Shad – Keep Shining
- The Black Keys – Sinister Kid
- The Roots – How I Got Over
- The Roots – The Fire
- Thunderball – Make Your Move
- Plan B – What You Gonna Do
- Konrad Old Money – Sesquapedalian
- DJ Khalil – Live 4 Tomorrow
- DJ Khalil – China
- DJ Khalil – Organ Man
- DJ Khalil – Red

## Fogadtatása, értékelése
A Champion átlagban 90%-os, pozitív értékelést kapott. A legtöbbet a Gaming Age adta 100%-os összesítéssel, míg a legkevesebbet a Videogamer, mely összességében 70%-ra értékelte az 5. részt. Az IGN is 8.0 adott, míg a rajongók 8.4-re értékelték.